# Jimmy Doyle (Boxer)

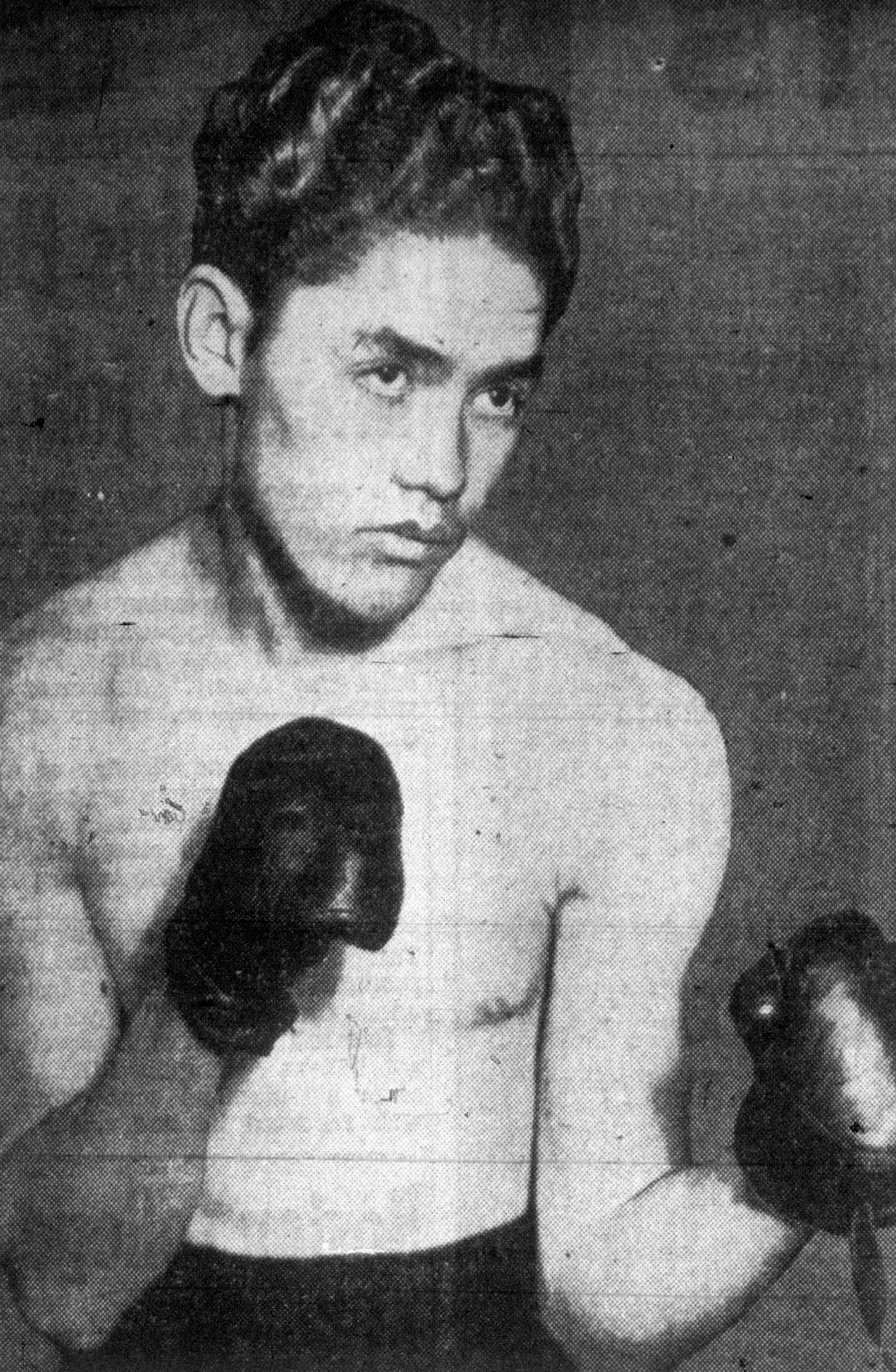
Jimmy Doyle (1942)

James Emerson Delaney (* 12. August 1924 in Los Angeles; † 25. Juni 1947 in Cleveland Ohio), als Profiboxer bekannt unter dem Namen Jimmy Doyle, war ein US-amerikanischer Weltergewichtsboxer.

## Familie und Jugend
James Emerson Delaney wurde am 12. August 1924 in Los Angeles in eine louisianisch-kreolische Mischlingsfamilie geboren. Seine Eltern waren Edward (ursprünglich Edouard) Delaney und Marie Elodie Barret, die beide kurz nach ihrer Hochzeit 1921 aus New Orleans nach Los Angeles gezogen waren. Jimmys Vater war der 1886 geborene Sohn von Joseph Georges Delaney und Elodie Landry, einer Französisch sprechenden farbigen Kreolenfamilie vom Bayou Lafourche.

## Profikarriere und Tod
Jimmy Doyle machte sein Debüt als Profiboxer im Jahr 1941. Die Karriere endete nach 53 Profikämpfen, von denen er 43 gewonnen hatte, davon 14 durch K. o., 1947 mit der Niederlage gegen Sugar Ray Robinson in der neunten Runde durch Technischen Knockout. Doyle hatte Robinson um den Weltmeistertitel im Weltergewicht herausgefordert. Obwohl Doyle nach Punkten führte, stoppte Ringrichter Jackie Davis den Kampf, nachdem Doyle in der neunten Runde zum dritten Mal zu Boden gegangen war. Robinson war allerdings in jeder Runde im Vorteil gewesen, mit Ausnahme der sechsten, wo er zweimal direkt getroffen und verletzt worden war. Ein einzelner linker Haken Robinsons beendete den Kampf.

“That punch knocked Jimmy rigid… With heels resting against the canvas as if hinged, Doyle’s body went down. It struck the floor with a thud, like a rigid mass falling. His head crashed against the padded canvas, and as the referee started the count. Doyle raised his head and rested on his elbows… The referee counted to ten. Doyle was out.”

„Dieser Schlag richtete Jimmy übel zu … Als ob die Fersen von der Matte herunterklappten, ging Doyles Körper zu Boden. Er traf den Fußboden mit einem Bums, als ob eine starre Masse fällt. Sein Kopf krachte auf die gepolsterte Plane, und so begann der Ringrichter zu zählen. Doyle hob seinen Kopf und ruhte auf seinen Ellbogen … Der Ringrichter zählte bis zehn. Doyle war raus.“

Nach dem Kampf wurde Doyle sofort ins St. Vincent’s Charity Hospital gebracht, weil er eine schwere Kopfverletzung erlitten hatte und bewusstlos war. Er starb dort einige Stunden später, ohne das Bewusstsein zurückerlangt zu haben.
Der Kampf von Jimmy Doyle gegen Sugar Ray Robinson fand in Cleveland statt, weil er zuvor in Kalifornien einige schwere K.O.s einstecken musste und der Boxverband des Bundesstaates ihm einen weiteren Kampf nicht erlaubte. Nach seinem Tod drohte in Cleveland eine Strafermittlung gegen Robinson bis hin zum Mord, allerdings wurde keine Anklage erhoben. Robinsons Biograph Wil Haygood gab am 25. Oktober 2010 bei einem Literaturfestival bekannt, dass Doyle sich zu dem Kampf genötigt sah, weil er „seiner Mutter ein Haus kaufen wollte“, und nach dem Tod Doyles gab Robinson die Einnahmen seiner nächsten vier Kämpfe Doyles Mutter, sodass diese das Haus kaufen konnte.